# Marina Lima (álbum)
Marina Lima é o nono álbum de estúdio da cantora e compositora brasileira Marina Lima, lançado em 30 de setembro de 1991, sendo o primeiro onde ela assinou seu nome inteiro. O álbum também foi o primeiro de três álbuns de um contrato assinado com a EMI-Odeon.

## Faixas
| Críticas profissionais                                                      | Críticas profissionais |
| Avaliações da crítica                                                       | Avaliações da crítica  |
| Fonte                                                                       | Avaliação              |
| --------------------------------------------------------------------------- | ---------------------- |
| allmusic                                                                    | 4 de 5 estrelas.       |
| Esta tabela precisa de ser acompanhada por texto em prosa. Consulte o guia. |                        |

| N.º | Título                     | Compositor(es)                                  | Duração |  |
| 1.  | "Ela e Eu"                 | Caetano Veloso                                  | 1:06    |  |
| 2.  | "Grávida"                  | Arnaldo Antunes, Marina Lima                    | 4:23    |  |
| 3.  | "Criança"                  | Marina Lima                                     | 5:18    |  |
| 4.  | "Não Estou Bem Certa"      | Pedro Pimentel                                  | 4:56    |  |
| 5.  | "O Meu Sim"                | Antônio Cícero, Marina Lima                     | 5:08    |  |
| 6.  | "Acontecimentos"           | Antônio Cícero, Marina Lima                     | 4:05    |  |
| 7.  | "E Acho que Não Sou só Eu" | Marina Lima                                     | 3:04    |  |
| 8.  | "Pode Ser o Que For"       | Marina Lima, Reinaldo Arias, Ronaldo Bastos     | 4:19    |  |
| 9.  | "Não Sei Dançar"           | Alvin L                                         | 5:05    |  |
| 10. | "Serei Feliz"              | Marina Lima, Ronaldo Bastos, Vinícius Cantuária | 3:57    |  |